# علم الأرجنتين
علم الأرجنتين هو علم استخدم أول مرة عام 1812 ولكن بدون الشعار الموجود في الوسط وهو شمس مايو الذي يرمز إلى ثورة مايو فقد أضيف إلى العلم عام 1818. والشعار يستخدم أيضاً في علم الأوروغواي. رفع العلم لأول مرة في بوينوس آيريس فوق كنيسة القديس نيكولاس في 23 أغسطس 1812 ويرجع مصدر اختيار ألوان العلم إلى ألوان أشرطة قبعات الثوار الأرجنتينيين (الأزرق السماوي والأبيض) الساعيين لأجل استقلال الأرجنتين من الحكم الإسباني في ثورة مايو ويتكون العلم من ثلاثة صفوف أفقية ويتكون من صفين ذو لون أزرق سماوي يفصل بينهما صف أبيض ويوجد شعار شمس مايو في منتصف الصف الأبيض. ويمثل اللون الأزرق السماوي «السماء» واللون الأبيض «النهر الفضي والسحاب» كما ترمز شمس مايو إلى «ثورة مايو» وكذلك «الشمس» بذاتها.

## تأثير العلم الأرجنتيني
استخدم القرصان التفويضي الفرنسي لويس ميشيل أوري العلم الأرجنتيني كنموذج للعلم الأزرق-الأبيض-الأزرق لأول دولة مستقلة في أمريكا الوسطى، والذي أنشئ عام 1818 في جزيرة بروفيدنسيا، وهي جزيرة تقع قبالة الساحل الشرقي لنيكاراغوا على البحر الكاريبي. كانت هذه الولاية موجودة حتى عام 1821 تقريبًا، قبل تولي كولومبيا الكبرى السيطرة على هذه الجزر وفي وقت لاحق إلى حد ما (1823) تم استخدام هذا العلم مرة أخرى كعلم جديد لمحافظات أمريكا الوسطى المتحدة، وهو اتحاد لبلدان أمريكا الوسطى الحالية وهي غواتيمالا وهندوراس والسلفادور ونيكاراغوا وكوستاريكا، والذي كان موجودًا من عام 1823 إلى 1838 وبعد تفكك الاتحاد، أصبحت الدول الخمس مستقلة، لكن حتى اليوم تستخدم جميع هذه الدول باستثناء كوستاريكا أعلامًا ذات خطوط زرقاء-بيضاء-زرقاء (علم كوستاريكا مكون من ألوان الأزرق والأبيض والأحمر مقسمًة على شكل خمسة شرائط أفقية). ألهم العلم الأرجنتيني كلًا من علم أوروغواي وعلم باراغواي.
|           |           |           |         |           |          |          |
| كوستاريكا | السلفادور | غواتيمالا | هندوراس | نيكاراغوا | باراغواي | أوروغواي |

## أعلام مشتقة من العلم الأرجنتيني

علم محافظات أمريكا الوسطى المتحدة
علم جمهورية أمريكا الوسطى الاتحادية
علم الأوروغواي حتى عام 1830